# Oost-Pruisisch voetbalkampioenschap 1928/29
In 1928/29 werd het veertiende Oost-Pruisisch voetbalkampioenschap gespeeld, dat georganiseerd werd door de Baltische voetbalbond.
VfB Königsberg werd kampioen en plaatste zich voor de Baltische eindronde. Als vicekampioen mocht ook SpVgg Memel naar die eindronde. Ook hier werd VfB kampioen, terwijl Memel derde werd, en plaatste zich zo voor de eindronde om de Duitse landstitel. De club verloor in de eerste ronde van Breslauer SC 08.

## Ostpreußenliga
| Plaats | Club                          | Wed. | W | G | V  | Saldo | Ptn.  |
| ------ | ----------------------------- | ---- | - | - | -- | ----- | ----- |
| 1.     | VfB Königsberg                | 10   | 7 | 2 | 1  | 49:16 | 16:4  |
| 2.     | SpVgg Memel                   | 10   | 7 | 2 | 1  | 27:13 | 16:4  |
| 3.     | SV Prussia-Samland Königsberg | 10   | 5 | 0 | 5  | 43:23 | 10:10 |
| 4.     | SV 1905 Insterburg            | 10   | 4 | 1 | 5  | 22:31 | 9:11  |
| 5.     | SV Viktoria Allenstein        | 10   | 4 | 1 | 5  | 17:35 | 9:11  |
| 6.     | SC Preußen Insterburg         | 10   | 0 | 0 | 10 | 13:53 | 0:20  |

|  | Geplaatst voor Baltische eindronde + play-off titel |
|  | Deelname kwalificatieronde                          |

Play-off titel
|                  |                |       |             |            |
| 11 november 1928 | VfB Königsberg | 4 – 0 | SpVgg Memel | Königsberg |
| 11 november 1928 |                |       |             | Königsberg |

## Kwalificatieronde
Aangezien Hindenburg Allenstein en Lituania Tilsit evenveel punten hadden zou er op 14 april 1929 in Insterburg een play-off gespeeld worden. Aangezien Tilsit niet kwam opdagen werd de promotie aan Hindenburg Allenstein toegekend. 
| Plaats | Club                     | Wed. | W | G | V | Saldo | Ptn. |
| ------ | ------------------------ | ---- | - | - | - | ----- | ---- |
| 1.     | SV Hindenburg Allenstein | 3    | 2 | 0 | 1 | 15:6  | 4    |
| 2.     | SC Lituania 1904 Tilsit  | 3    | 2 | 0 | 1 | 10:10 | 4    |
| 3.     | SC Preußen Insterburg    | 3    | 1 | 0 | 2 | 8:9   | 2    |
| 4.     | Rastenburger SV          | 3    | 1 | 0 | 2 | 3:11  | 2    |

|  | Promotie naar Ostpreußenliga 1929/30 |